# Campeonato de Irlanda de Rugby 2021-22
El Campeonato de Rugby de Irlanda (oficialmente All-Ireland League) de 2021-22 fue la trigésimo primera edición del principal torneo de rugby de la Isla de Irlanda, el torneo que agrupa a equipos tanto de la República de Irlanda como los de Irlanda del Norte.
El torneo representó el regreso de la competición luego de una temporada, luego que la temporada 2020-21 fuera cancelada debido a la pandemia de COVID-19.

## Sistema de disputa
Cada equipo disputó encuentros frente a cada uno de los rivales de local y de visita, totalizando 18 partidos cada uno.
Luego de la fase regular los cuatro mejores clasificados disputaron las semifinales, enfrentándose el primer clasificado frente al cuarto y el segundo frente al tercero.
Puntuación
Para ordenar a los equipos en la tabla de posiciones se los puntuará según los resultados obtenidos.
- 4 puntos por victoria.
- 2 puntos por empate.
- 0 puntos por derrota.
- 1 punto bonus por ganar haciendo 3 o más tries que el rival.
- 1 punto bonus por perder por siete o menos puntos de diferencia.

## Clasificación
| Pos. | Equipo            | Encuentros | Encuentros | Encuentros | Encuentros | Tantos | Tantos | Tantos | PB | PB | Puntos |
| Pos. | Equipo            | PJ         | PG         | PE         | PP         | F      | C      | Dif    | BO | BD | Puntos |
| ---- | ----------------- | ---------- | ---------- | ---------- | ---------- | ------ | ------ | ------ | -- | -- | ------ |
| 1.º  | Clontarf          | 18         | 17         | 0          | 1          | 461    | 227    | +234   | 9  | 0  | 77     |
| 2.º  | Terenure College  | 18         | 14         | 0          | 4          | 475    | 289    | +186   | 7  | 1  | 64     |
| 3.º  | Lansdowne         | 18         | 11         | 0          | 7          | 531    | 353    | +178   | 10 | 4  | 58     |
| 4.º  | Cork Constitution | 18         | 10         | 1          | 7          | 426    | 306    | +120   | 7  | 6  | 55     |
| 5.º  | Dublin University | 18         | 11         | 0          | 7          | 459    | 331    | +128   | 8  | 2  | 54     |
| 6.º  | Young Munster     | 18         | 10         | 0          | 8          | 338    | 352    | -14    | 3  | 3  | 46     |
| 7.º  | Garryowen         | 18         | 7          | 0          | 11         | 318    | 441    | -123   | 5  | 4  | 37     |
| 8.º  | UCD               | 18         | 6          | 1          | 11         | 384    | 530    | -146   | 6  | 3  | 35     |
| 9.º  | Ballynahinch      | 18         | 2          | 0          | 16         | 264    | 467    | -203   | 1  | 6  | 15     |
| 10.º | UCC               | 18         | 1          | 0          | 17         | 220    | 580    | -360   | 1  | 2  | 7      |

## Fase final

### Semifinales
| 23 de abril de 2022 | Clontarf | 29 - 13 | Cork Constitution |  |  |

| 23 de abril de 2022 | Terenure College | 20 - 18 | Lansdowne |  |  |

### Final
| 1 de mayo de 2022 | Clontarf RFC | 29 - 23 | Terenure College RFC | Aviva Stadium, Dublín |  |

| Bandera de Irlanda   |
| Campeón Clontarf RFC |
| Tercer título        |

## Repechaje por el descenso
| 23 de abril de 2022 | UCC | 17 - 21 | Ballynahinch |  |  |

| 30 de abril de 2022 | Ballynahinch | 31 - 17 | UCC |  |  |

- Ballynahinch mantiene la categoría para la próxima temporada.